# Laurean Rugambwa
Laurean Rugambwa (12 de juliol de 1912 – 8 de desembre de 1997) va ser el primer nadiu africà modern cardenal de l'Església Catòlica. Serví com a arquebisbe de Dar-es-Salaam entre 1968 i 1992, i va ser elevat al Col·legi cardenalici al 1960.

## Biografia
Laurean Rugambwa va néixer en el si d'una família aristocràtica a Bukongo, Tanganica (actual Tanzània), sent batejat amb els seus pares als 8 anys, el 19 de març de 1921. Després d'estudiar al Gran Seminari Regional de Katigondo (Uganda), va ser ordenat al presbiterat pel bisbe Bucardo Huwiler MAfr. El 12 de desembre de 1943. Rugambwa realitzà tasca missionera a l'Àfrica Occidental fins al 1949, quan va anar a Roma per estudiar a la Pontifícia Universitat Urbaniana, d'on obtingué el seu doctorat en dret canònic.
El 13 de desembre de 1951, Rugambra va ser nomenat bisbe titular de Febiana i primer vicari apostòlic de Kagera inferior. El bisbe africà més jove, rebé la seva consagració episcopal el 10 de febrer de 1952 de mans de l'arquebisbe David Mather, amb els bisbes Joseph Kiwanuka, MAfr i Joseph Blomjous actuant com a co-consagradors. Fins que el seu vicariat apostòlic va ser elevat a diòcesi el 25 de març de 1953, Rugambea va ser nomenat Bisbe de Rutabo pel Papa Pius XII. Va ser creat cardenal pel Papa Joan XXIII el 28 de març de 1960, atorgant-li el títol de cardenal prevere de San Francesco d'Assisi a Ripa Grande. Va ser el primer nadiu africà en ser promogut al Col·legi Cardenalici. El 21 de juny següent, la diòcesi va ser rebatejada com "Bukoba".
El progressista Rugambwa al Concili Vaticà II de 1962 a 1965, i va ser actiu en implementar les seves reformes. Va ser un dels cardenals electors que van participar en el conclave de 1963 que escollí el Papa Pau VI. Posteriorment participà en els conclaves d'agost i d'octubre de 1978, on s'escollí els Papes Joan Pau I i Joan Pau II, respectivament.
Promogut a arquebisbe de Dar-es-Salaam el 19 de desembre de 1968; càrrec del que dimití el 22 de juliol de 1992, després de 23 anys de servei, durant el qual fundà el primer hospital catòlica a Ukonga i un religiós institut, les Germanetes de Sant Francesc d'Assís.

### Mort
Rugambwa va morir el Dar-es-Salaam, a l'edat de 85 anys. Està enterrat a la catedral de Bukoba.
Hi ha la possibilitat que sigui beatificat i canonitzat. És conegut que el cardenal, que gaudí d'una bona reputació durant la seva vida i després de la seva mort, era molt proper a diversos personatges de l'Església, com els Papes sota els quals serví.